# Werner Spalteholz
Karl Werner Spalteholz (ur. 21 lutego 1861 w Dreźnie, zm. 12 stycznia 1940 w Lipsku) – niemiecki anatom.
Jego ojciec Carl Julius Spalteholz był kupcem. Uczęszczał do Heiligen Kreuz Gymnasium w Dreźnie od 1873 do 1880. Następnie studiował na Uniwersytecie w Lipsku, od 1880 do 1885, w lutym 1885 ukończył studia, 27 marca 1886 otrzymał tytuł doktora medycyny. W 1891 habilitował się. W 1892 został profesorem nadzwyczajnym i kustoszem zbiorów anatomicznych na uniwersytecie, pracował w zakładzie anatomii macierzystej uczelni jako drugi prosektor. Od 1905 do 1929 zajmował stanowisko pierwszego prosektora.
Spalteholz opracował nowe techniki sporządzania preparatów anatomicznych, m.in. preparatów korozyjnych. Niektóre z nich zostały zaprezentowane szerszej publiczności na 1. Międzynarodowej Wystawie Higienicznej w Dreźnie w 1911 roku. Jego głównym dziełem był trzytomowy atlas anatomii prawidłowej Handatlas der Anatomie des Menschen wydany po raz pierwszy w Lipsku między 1895 a 1903, od tej pory wielokrotnie wznawiany i tłumaczony na inne języki.
W 1893 ożenił się z Emmą z domu Voelcker. W 1929 przeszedł na emeryturę.
Jego spuścizna znajduje się w drezdeńskim Hauptstaatsarchiv; większa część preparatów anatomicznych Spalteholza uległa zniszczeniu podczas II wojny światowej. Podobnie, zniszczone lub zagubione zostały oryginały ilustracji z atlasu.

## Wybrane prace
- Die Vertheilung der Blutgefäße im Muskel, Leipzig 1888.
- Das Bindegewebsgerüst der Dünndarmschleimhaut des Hundes. Arch. f. Anat. u. Entwcklngsgesch. Suppl.-Bd., 373-402, 1 pl. (1897)
- Mikroskopie und Mikrochemie. Betrachtungen über die Grundlagen der mikroskopischen Untersuchungsmethoden. Leipzig, 1904
- Über das Durchsichtigmachen von tierischen und menschlichen Präparaten und seine theoretische Bedingungen, Leipzig 1911.
- Die Vertheilung der Blutgefäße in der Haut, Leipzig 1893.
- Handatlas der Anatomie des Menschen, 3 Bde., Leipzig 1895-1903.
- Ueber die Beziehungen zwischen Bindegewebsfasern und -zellen. Anatomischer Anzeiger 29, ss. 209-218 (1906)